# Étienne Blanchard (auteur)
Ne doit pas être confondu avec Étienne Blanchard (homme politique).
Étienne Blanchard, né en 1883, mort en 1952, était un prêtre canadien auteur de plusieurs ouvrages consacrés à la protection de la langue et de la culture française au Québec.

## Vie
Blanchard est né le 19 février 1883 à Saint-Jean-Baptiste de Rouville, fils du cultivateur Jovite Blanchard et de Mélina Beauregard. Il fait ses études classiques au petit séminaire de Sainte-Angèle de Monnoir (à Marieville ) et au séminaire de Sherbrooke. Par la suite, il étudie la théologie au grand séminaire de Montréal et sera ordonné prêtre en 1907. Il devient vicaire dans plusieurs paroisses québécoises entre 1907 et 1912, dans les localités de Saint-Jean-Batiste, de Sherbrooke, de Disraeli et de Weedon. Blanchard est admis dans la Compagnie de Saint-Sulpice en 1912. Il est vicaire dans les paroisses de Saint-Jacques, à Montréal, de 1914 à 1929, et de Notre-Dame, à partir de 1929.

## Œuvre
Étienne Blanchard est « l'un des plus prolifiques chroniqueurs linguistiques de l'histoire du Québec ». Il a écrit sous divers pseudonymes (notamment Jacques Clément à partir de 1934) dans La Presse de 1918 à 1952. Son Manuel du bon parler avait été tiré à 270 000 exemplaires en 1938, ce qui est impressionnant pour le Québec de cette époque.

## Principaux titres
- En garde ! Termes anglais et anglicismes dans le commerce, les relations sociales, les conversations, les journaux, à la ferme, au Parlement, etc., [Montréal], [Imprimerie des sourds muets], 1912, 103 p.
- En français. Anglicismes, barbarismes, mots techniques, traductions difficiles [...], Montréal, Imprimerie du Devoir, 1912, 128 p.
- Dictionnaire de bon langage, Paris, Librairie Vic et Amat, 1914, 316 p.
- « Vocabulaire du typographe », Le parler français, Québec, vol. 14, 1916, no 10, p. 440-447.
- Les mots par l'image ou 2000 mots illustrés, Montréal, [s.n.], 1916, 112 p.
- Le bon français en affaires, Montréal, [s.n.], 1919, 96 p.
- La bonne logeuse, Montréal, Église Saint-Jacques, 1919, 16 p.
- Le gouffre. Nous y allons, Montréal, Imprimerie du Devoir, 1926, 64 p.
- Manuel du bon parler, Montréal, Les Frères des Écoles chrétiennes, 1912, 128 p.
- Recueil d'idées, Montréal, Édouard Garand, 1912, 288 p.
- Vocabulaire bilingue par l'image. Leçons de choses et rédaction, Montréal, Les Frères des Écoles chrétiennes, 1931, 112 p.